# Domenico Trimboli (1954)
Domenico Trimboli, detto Pasquale (Buenos Aires, 1954), è un mafioso italiano della 'ndrangheta.

## Biografia
Originario di Natile di Careri, è stato un noto narcotrafficante internazionale, pentito dal marzo 2015, due dei suoi figli vivono in Colombia mentre il resto della famiglia in Piemonte, in particolare ad Alessandria.
Aveva un contatto diretto con i narcotrafficanti sud americani, negli anni '90 con il Cartello di Medellín e successivamente con chi prese il posto di esso ma anche con il broker della droga Roberto Pannunzi. Aveva come clienti principalmente le cosche della Locride e con quelle insediatesi in Piemonte. È sposato con Valencia Silva Luz sorella del narcotrafficante Nelson Ybara Ramirez.

## Traffico internazionale e ripetuti arresti
Nel 1992 viene arrestato a Fiumicino all'aeroporto internazionale Leonardo da Vinci perché colpito da un provvedimento di unificazione degli ordini di esecuzione, emessi dalla Corte d’Appello di Milano e dalla Corte di Assise di Lugano per traffico di stupefacenti.
Tra il 1996 e il 1998 è implicato in nuove operazioni: Jumbo, Decollo, Eraldo sempre per traffico di droga tra la Colombia, l'Italia e la Svizzera.
Ma è il 4 luglio 1997 che viene arrestato nuovamente nell'operazione Domingo per traffico di droga internazionale, sarebbe il referente del cartello di Medellín con una condanna di 12 anni di carcere.
Da quell'anno si perdono le sue tracce.
Il 10 febbraio 2009 si conclude l'operazione Chiosco Grigio del GICO della Guardia di Finanza di Catanzaro ed iniziata nel 2007 che lo vede coinvolto in un traffico di droga internazionale dalla Colombia, passando per la Spagna e finendo in Piemonte, Lombardia, Lazio e Campania. I luoghi per discutere dei traffici avveniva ad Alessandria.
Da quel momento è nuovamente latitante.
Le forze dell'ordine italiane per la cattura coinvolgono anche la DEA di Miami, Washington e Bogotà.

## Arresto definitivo e pentimento
Viene arrestato in Colombia dopo 4 anni, il 16 aprile 2013 ed estradato l'anno successivo.
A marzo 2015 durante un'udienza presso il tribunale di Alessandria per l'inchiesta Chiosco Grigio decide di diventare collaboratore di giustizia.
Fornisce un importante aiuto per l'operazione Overting, conclusasi il 9 luglio 2015 che arresta gli elementi di un'organizzazione di colombiani, albanesi ed elementi vicino alla cosca Mancuso di Limbadi (VV).